# Чащини
Ча́щини (рос. Чащины) — присілок у складі Котельницького району Кіровської області, Росія. Входить до складу Біртяєвського сільського поселення.
Населення становить 27 осіб (2010, 27 у 2002).
Національний склад станом на 2002 рік — росіяни 100 %.